# Vaba Banka
Die Vaba d.d. banka Varaždin (kurz: Vaba Banka) ist eine 1994 gegründete kroatische Universalbank mit Hauptsitz in Varaždin. Insgesamt unterhält die Privatbank acht Niederlassungen in Kroatien und beschäftigt mehr als 140 Mitarbeiter.
Im Juni 2014 wurde die Vaba Banka mehrheitlich von der tschechischen J&T Finance Group übernommen, die seitdem 76,81 % der Unternehmensanteile hält. Die J&T Finance Group ist als Investor in verschiedenen Wirtschaftsbereichen tätig, neben Finanzdienstleistungen & Bankwesen auch im Energiesektor, im Gesundheitswesen sowie in der Immobilien- und Medienbranche. Zum Portfolio der J&T Finance Group gehört unter anderem das Prager Geldhaus J&T Banka.
Im Jahr 2014 verzeichnete die Vaba Banka eine Bilanzsumme von umgerechnet rund 178 Mio. Euro (1,35 Mrd. Kroatische Kuna, HRK). Neben der Kreditvergabe an kleine und mittelständische Unternehmen liegt der Fokus der Bank insbesondere auf dem Privatkundengeschäft. 2014 verwaltete das Geldhaus Bankeinlagen in Höhe von rund 125 Mio. Euro (942,8 Mio. HRK).
Gemäß EU-Richtlinien ist die Vaba Banka Mitglied im Einlagensicherungsfonds der Republik Kroatien (DAB, Državna agencija za osiguranje štednih uloga i sanaciju banaka). Das Wirtschaftsprüfungsmandat für die Vaba Banka wird von PricewaterhouseCoopers (PwC) gehalten.